# Kryštof Vilém Harant z Polžic a Bezdružic
Kryštof Vilém Harant z Polžic a Bezdružic (v německé podobě Christoph Wilhelm Freiherr Harant von Polschitz und Weseritz; 10. dubna 1617 Praha – 25. února 1691 tamtéž) byl český šlechtic z rodu Harantů z Polžic a Bezdružic. Sloužil jako voják protestantských vojsk a poté v řadách císařské armády, kde dosáhl hodnosti generála jezdectva a velitel posádky v Praze. Zastával úřad komorníka. Kvůli svým častým soubojům byl také nazýván duelantem.

## Život
Narodil se jako nejstarší syn císařského komorníka Jana Jiřího Haranta (1580–1651) a jeho manželky Ludmily roz. Příchovské z Příchovic (1579–1632).
Po porážce protestantských stavů v bitvě na Bílé hoře odešel s otcem z Čech do exilu do bavorského Hofu, kde Kryštof Vilém prožil dětství.
Od roku 1634 sloužil v saské a švédské armádě a účastnil se bojů třicetileté války na protihabsburské straně, ale v roce 1642 vstoupil do císařských služeb a stal se podplukovníkem pluku Giacoma da Colombo. Dne 27. května 1643 zaútočil na Hof obsazený Švédy, zatlačil jeho obránce do hradu a během dne město vyplenil. Kolem roku 1646 převzal vlastní část Salmovského pluku kyrysníků a byl povýšen na plukovníka. Kvůli souboji s plukovníkem Somedou byl však v roce 1647 propuštěn ze služby a dočasně zatčen.
V roce 1648 byl povýšen na plukovníka a v roce 1659 znovu pověřen velením císařského pluku, který však byl na základě Olivské dohody následujícího roku rozpuštěn. V roce 1660 jej císař povýšil do hodnosti svobodného pána.
V letech 1672 až 1682 byl majitelem dragounského pluku č. 4, se kterým se zúčastnil nizozemské války pod velením Raimonda Montecuccoliho a Karla V. Lotrinského. Vyznamenal se v bojích u Würzburgu v roce 1673 a při dobytí Bonnu. V srpnu 1674 byl povýšen na polního vachmistra a následujícího roku velel posádce Bonnu. 15. listopadu 1675 jej císař Leopold I. jmenoval komorníkem a v roce 1676 se zúčastnil úspěšného obléhání Philippsburgu, poté se však marně snažil o další povýšení.
Nakonec se vrátil do Čech, kde získal hodnost generála jízdy a stal se krátce před smrtí nejvyšším zemským vojenským velitelem. Jeho nejzásadnějším vojenským počinem zde bylo potlačení rozsáhlých poddanských rebelií v severozápadních Čechách roku 1680, kdy velel císařským jednotkám, které nakonec povstání vojensky rozdrtily.
V roce 1678 vydal cestopis Putování svého slavného strýce Kryštofa v německém překladu pořízeném svým otcem Janem Jiřím. Až do své smrti zastával funkce generála jezdectva, plukovníka pěšího pluku, velitele Prahy a generálního válečného velitele vnitřních a vnějších funkcí.
Generál Kryštof Vilém Harant z Polžic a Bezdružic zemřel v Praze 25. února 1691 ve věku 73 let. Jeho tělo bylo pohřbeno v katedrále svatého Víta u vchodu do císařské krypty, kde je umístěn jeho náhrobek s nápisem:
Monumentum Excell. et Illmmi. D. Christophori Guilielmi Harant Lib. Baron. a Polschitz et Wezeritz S. C. R. M. Camerarii, Equitum generalis, Regiminis peditum Colonelli, regiae Civitatis Pragensis Commendantis, nec non incliti regni Bohemiae Commendantis Generalis, qui die 10. Aprilis 1617 natus, saepis hostes infensissimos morti devovit et 25. Febr. 1691 mortis praeda factus est. Deo aeternum vivat.

### Manželství a rodina
Kryštof Vilém byl dvakrát ženatý. V prvním manželství se Sabinou Marií z Hardenbergu (* Brunšvik) a ve druhém manželství s Doroteou Augustou von Schack (* Holštýn). Z druhého manželství se narodily dvě dcery:
1. Kornelie Eleonora (1650 – 14. března 1728), ⚭ hrabě Zikmund z Trautmannsdorfu
2. Augusta (1652 – 28. listopadu 1681), ⚭ Lorenz von Venningen, císařský kapitán